# Eucarphia hemityrella
Eucarphia hemityrella är en fjärilsart som beskrevs av Joannis 1927. Eucarphia hemityrella ingår i släktet Eucarphia och familjen mott. Inga underarter finns listade i Catalogue of Life.